# .tc
‎.tc‏ دامنه اینترنتی اختصاص داده شده به جزایر تورکس و کایکوس (به انگلیسی: Turks and Caicos Islands) (متعلق به بریتانیا) است.